# وايتو مور
وايتو مور (مواليد 1985)، هي كاتبة وسيدة أعمال من أصل ليبيري. نشرت روايتها الأولى «هي ستكون ملكًا» بواسطة مطبعة غرايوولف في سبتمبر 2018، وحصلت على لقب أفضل كتاب لعام 2018 من قبل بابليشرز ويكلي «بوكليست»«وإنترتينمنت ويكلي بازفيد». تم استعراض روايتها بشكل إيجابي في مجلة تايم، وصحيفة نيويورك تايمز، ومجلة نيويوركر. نشرت مور أعمالها في نيويورك تايمز وباريس ريفيو ومجلة جيورنكا وذا أتلانتيك ومجلات أخرى. حصلت على زمالة لانان الأدبية للرواية في عام 2019. وفي عام 2011، أسست مور دار نشر ومنظمة غير ربحية بعنوان «وان موور بوك»، التي تنشر وتوزع الكتب المخصصة للأطفال في البلدان التي تعاني نقصا في الأدب.

## حياتها
ولدت مور عام 1985 في ليبيريا، وهي واحدة من خمسة أشقاء من أصول مختلطة من فاي وجولا وليبيريا. والدتها أستاذة اللغة الإنجليزية والعميد المؤسس لكلية ليبيريا الفخرية بجامعة ليبيريا. والدها أستاذ الهندسة وعميد كلية الهندسة بجامعة ليبيريا.
عندما كانت في الخامسة من عمرها، فرت عائلة مور من منزلها في مونروفيا هربًا من الحرب الأهلية. تجولت مور مع والدها وأخواتها لأسابيع في الغابة، ووجدت في النهاية مأوى في قرية جدتها الريفية. ولحماية الأطفال من أهوال الحرب، ابتكر والد مور وجدته قصة سحرية لهم حيث كانت الطلقات النارية «تنانين تقاتل» والجثث كانت «أناسًا نائمين على الطريق». في ذلك الوقت، كانت والدة مور تدرس في جامعة كولومبيا بمنحة فولبرايت، ولم يكن لديها أي أخبار عن مصير عائلتها. سافرت ماماوا إلى سيراليون، حيث عثرت في النهاية على مقاتلة تمكنت من تحديد مكان بقية أفراد العائلة وإحضارهم عبر الحدود. بعد ذلك انتقلت عائلة مور إلى هيوستن بتكساس. هناك قرأت مور وكتبت بغزارة، مما ساعدها في التغلب على الصدمة التي عانت منها أثناء الحرب.
التحقت مور بمدرسة تيش للفنون في جامعة نيويورك للمسرح، قبل أن تنتقل وتحصل على درجة البكالوريوس في الصحافة من جامعة هوارد. كما أنها حاصلة على ماجستير في الكتابة الإبداعية من جامعة جنوب كاليفورنيا وماجستير في الأنثروبولوجيا والتعليم من جامعة كولومبيا. تعيش مور حاليًا في بروكلين، نيويورك.

### وان مور بوك
وان مور بوك، التي تم إطلاقها في عام 2011، هي شركة نشر ومنظمة غير ربحية أسستها مور وإخوتها لتقديم كتب ذات صلة ثقافيًا للأطفال الذين يعانون نقصًا في المادة الأدبية ويعيشون في البلدان ذات معدلات الإلمام بالقراءة والكتابة المنخفضة. «هدف الشركة هو توفير الكتب للأطفال الذين نادرًا ما يرون أنفسهم في الكتب».

### ستكون ملكة

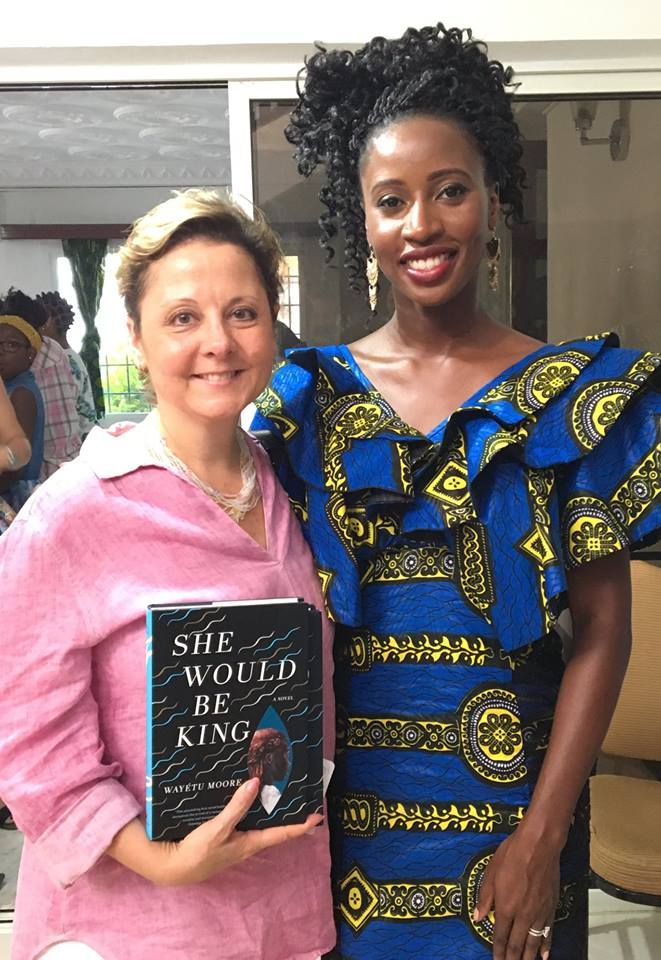
وايتو مور تحضر قراءة عن " ستكون ملكة" في السفارة الأمريكية في مونروفيا مع السفيرة كريستين أ. إلدر.

تدور أحداث رواية مور الأولى لعام 2018، وهي ستكون ملكة، في وقت مبكر من تاريخ ليبيريا، وهي مثال على الواقعية السحرية، حيث تضم أبطالًا يتمتعون بقدرات خارقة. تلقت الرواية مراجعات إيجابية إلى حد كبير.. وكتبت بيثان باتريك في مجلة تايم: «إن قراءة الرواية الأولى لوايتو مور تشبه كثيرًا مشاهدة أداء رياضي رائع».

## التنانين، العملاق، النساء
تم نشر مذكرات «التنانين، العملاق، النساء» في يونيو 2020. يصف الكتاب تجارب طفولة مور خلال الحرب الأهلية الليبيرية.
في مراجعة في صحيفة نيويورك تايمز ، وصفت غريس تالوسان الكتاب بأنه «غامر» و «مبهج»، حيث كتبت: «تضيف هذه المذكرات صوتًا أساسيًا إلى نوع أدب المهاجرين، وتتحدى الروايات الشعبية الزائفة بأن الهجرة اختيارية ودائمة وتؤدي دائمًا إلى حياة أفضل. . .» 